# Phantasmarana
Phantasmarana é um género de anfíbios da família Hylodidae. É endémico do Brasil.

## Espécies
- Phantasmarana apuana (Pombal, Prado, and Canedo, 2003)
- Phantasmarana bocainensis (Giaretta, Bokermann, and Haddad, 1993)
- Phantasmarana boticariana (Giaretta and Aguiar, 1998)
- Phantasmarana curucutuensis de Sá, Condez, Lyra, Haddad, and Malagoli, 2022
- Phantasmarana jordanensis (Heyer, 1983)
- Phantasmarana lutzae (Izecksohn and Gouvêa, 1987)
- Phantasmarana massarti (De Witte, 1930)
- Phantasmarana tamuia de Sá, Condez, Lyra, Haddad, and Malagoli, 2022